# Swamp Dogg
Swamp Dogg, född Jerry Williams Jr. 12 juli 1942 i Portsmouth, Virginia, är en amerikansk R&B och soulsångare, låtskrivare och musikproducent. Han lyssnade under uppväxten mycket på countrymusik, och har senare förklarat att han anser R&B och country vara besläktade med varandra. Han började framföra musik på 1950-talet, och från 1960 gav han ut singlar för olika skivbolag. Han lyckades aldrig få någon större hit, men blev mot 1960-talet framgångsrik låtskrivare efter att 1968 ha samskrivit Gene Pitneys hit "She's a Heartbreaker". Samma år började han arbeta som producent på Atlantic Records och hittade en låtskrivarpartner i Gary U.S. Bonds.
1970 skapade han alter-egot Swamp Dogg för att kunna ge ut musik helt ocensurerad, och sjunga om alla möjliga ämnen han kände för. Samma år gavs debutalbumet som Swamp Dogg ut, Total Destruction to Your Mind. Skivan var inte någon framgång då, men har senare nått kultstatus. 1971 utkom hans andra album Rat On!, och han fortsatte sedan utge nya album, ofta på olika mindre kända skivbolag varje gång.
1971 nådde countrysångaren Johnny Paycheck stor framgång med Swamp Doggs och Gary U.S. Bonds låt "She's All I Got" som nådde andraplatsen på Billboards countrysingellista.
Swamp Dogg har varit fortsatt aktiv som artist in på 2020-talet och gav ut sitt senaste studioalbum 2022.

## Diskografi, urval
- Total Destruction to Your Mind, 1970
- Rat On!, 1971
- Gag a Maggott, 1973
- Have You Heard This Story??, 1974
- I'm Not Selling Out - I'm Buying In! 1981
- Sorry You Couldn't Make It, 2020
- I Need a Job...So I Can Buy More Auto-Tune, 2022